# 자바사냥개박쥐
자바사냥개박쥐(Otomops formosus)는 큰귀박쥐과에 속하는 박쥐의 일종이다. 인도네시아의 토착종이다.

## 특징
보통 크기의 박쥐로 몸길이가 79~86mm, 전완장은 56.6~60.5mm, 꼬리 길이는 36~43mm이다. 발 길이는 10~10.9mm, 귀 길이는 28.4~30mm, 몸무게는 최대 27g이다. 털은 짧고 부드럽다. 등 쪽 털은 거무스레한 갈색이지만 배 쪽은 좀 더 연한 회색빛 노랑이다.

## 생태
두 마리의 개체가 나무 구멍 속에서 생포된 기록이 있다. 먹이는 곤충이다.

## 분포 및 서식지
자와섬 서부 지역에서 1939년과 1990년에 수집한 4점의 표본만이 알려져 있다.